# 克魯塔多利納
50°4′24″N 23°50′41″E / 50.07333°N 23.84472°E
克魯塔多利納（烏克蘭語：Крута Долина），是烏克蘭西部的村莊，隸屬利維夫州的利維夫區。該村始建於1940年，面積0.19平方公里，2001年人口26，人口密度每平方公里136.84人。